# Liste der portugiesischen Botschafter in Kroatien
Die Liste der portugiesischen Botschafter in Kroatien listet die Botschafter der Republik Portugal in Kroatien auf. Die beiden Staaten unterhalten seit 1992 diplomatische Beziehungen.
Am 23. Mai 1996 akkreditierte sich der portugiesische Botschafter mit Amtssitz in der ungarischen Hauptstadt Budapest als erster Vertreter Portugals in Kroatien.
1999 eröffnete Portugal schließlich eine eigene Botschaft in Kroatiens Hauptstadt Zagreb, in der Ante Kovačica 3/I.

## Missionschefs
| Name                                   | Bild     | Amtszeit                           | Anmerkungen |
| Kroatien                               | Kroatien | Kroatien                           | Kroatien |
| -------------------------------------- | -------- | ---------------------------------- | --- |
| José Miguel Crespo Queirós de Barros   |          | 23. Mai 1996 –6. März 1999         | erster Botschafter Portugals für Kroatien, Amtssitz in Ungarns Hauptstadt Budapest                                        |
| Ana Maria de Almeida Hidalgo Barata    |          | 1. Juli 1999 –11. Januar 2005      | Botschafterin, erste Vertreterin Portugals in der 1999 eröffneten Botschaft in Zagreb, am 16. September 1999 akkreditiert |
| Luís José Moreira da Silva Barreiros   |          | 1. Februar 2005 –19. November 2008 | Botschafter |
| Paulo Tiago Jerónimo da Silva          |          | 11. November 2008 –1. März 2014    | Botschafter, am 14. November 2008 akkreditiert                                                                            |
| Júlio José de Oliveira Carranca Vilela |          | März 2014 –31. August 2016         | |
| Jorge Manuel da Silva Lopes            |          | amtierender Botschafter            | am 4. Oktober 2016 akkreditiert                                                                                           |